# MALAT1
MALAT1(metastasis associated lung adenocarcinoma transcript 1) 또는 NEAT2(noncoding nuclear-enriched abundant transcript 2)는 크고 드물게 접합되는 비번역 RNA로, 포유류 사이에서 고도로 보존되고 핵에서 고도로 발현된다. 이는 전이 관련 유전자 발현을 조절한다. 또한 운동성 관련 유전자의 전사 및 전사 후 조절을 통해 세포 운동성을 적극적으로 조절한다. MALAT1은 연못거북(Trachemys scripta)의 온도에 따른 성별 결정에 역할을 할 수 있다.